# گناه (فیلم ۱۹۷۱)
گناه (به انگلیسی: sin) (همچنین با نام معشوق و بی‌قرار نیز شناخته می‌شود) یک فیلم درام به نویسندگی و کارگردانی جرج پی کوزماتوس محصول سال ۱۹۷۱ در اولین کارگردانی او است.

## داستان
یک زن خانه‌دار زیبا اما ناامید با یک دوست سابق دوران کودکی رابطه خود را آغاز می‌کند. وقتی شوهر زن به او مشکوک می‌شود، شروع به نشان دادن علائم حسادت می‌کند، زوج زناکار نقشه قتل او را می‌کشند و …

## تولید
این فیلم دومین فیلمی بود که توسط پاتریک کورتیس، همسر و مدیر راکل ولش تهیه شد. مالی آن توسط گروهی از تاجران ثروتمند قبرسی تأمین شد. این بر اساس نمایشنامه ای از کازماتوس با عنوان روز ماما بود.
فیلمبرداری در لوکیشن قبرس در ۱۵ اوت ۱۹۷۰ آغاز شد.

## انتشار
در ۲ ژوئن ۱۹۸۶، هیئت رده‌بندی سنی فیلم‌های بریتانیا اعلام کرد که فیلم در ویدیوی خانگی امتیاز ۱۵ گواهینامه را دریافت خواهد کرد.
این فیلم در ابتدا در سال ۱۹۸۶ در بریتانیا به صورت وی اچ اس منتشر شد و امتیاز ۱۵ را دریافت کرد. همه انتشارات رسانه‌های خانگی در بریتانیا با عنوان گناه بودند. در سال ۲۰۰۸ در بریتانیا تحت گروه فیلم اسکورباکس بر روی دی‌وی‌دی و دوباره در اوت ۲۰۱۷ منتشر شد.